# Canale di Saint Nicholas
Il canale di Saint Nicholas (Saint Nicholas Channel) si trova nell'Arcipelago di Alessandro Arcipelago Alexander) nell'Alaska sud-orientale (Stati Uniti d'America). Il canale si trova all'interno dell'area amministrativa appartenente alla Census Area di Prince of Wales-Hyder dell'Unorganized Borough e della Tongass National Forest.

## Etimologia
Il nome del canale venne dato circa il 22 maggio 1779 da Francisco Antonio Mourelle (1750 - 1820), ufficiale della marina ed un esploratore spagnolo.

## Geografia
Il canale divide principalmente l'isola di Noyes (Noyes island) dall'isola di Lulu (Lulu Islans). A nord sfocia nel golfo di Esquibel (Gulf of Esquibel), mentre a sud l'isola di Cone (Cone Island) divide il canae in due parti: a occidente si perde nell'Oceano Pacifico, a oriente si collega con i canali Port Real Marina e Siketi (Siketi Sound).

### Isole del canale
Nel canale sono presenti le seguenti isole (da nord a sud):
- Isola di Marabilla (Marabilla Island)[5] 55°30′59″N 133°32′20″W - L'isola, con una elevazione di 2 metri e una lunghezza di 580 metri, si trova all'entrata nord dello stretto a meno di 100 metri dall'isola di Lulu (Lulu Island).
- Isola di San Francisco (San Francisco Island)[6] 55°29′16″N 133°33′49″W - L'isola, lunga circa 300 metri, si trova al centro del canale.
- Isola di Cone (Cone Island)[7] 55°25′49″N 133°38′22″W - L'isola, lunga circa 4 chilometri e con una elevazione di 250 metri, si trova all'estremo sud del canale.
- Isola di Pigeon (Pigeon Island)[8] 55°26′04″N 133°33′43″W - L'isola, lunga circa 570 metri e con una elevazione di 18 metri, si trova all'estremo sud del canale e lo collega ad est al canale di "Port Real Marina".

### Insenature e altre masse d'acqua
Il canale è collegato alle seguenti masse d'acqua:
- Golfo di Esquibel (Gulf of Esquibel)[9] 55°36′37″N 133°30′32″W - Il golfo si trova a nord del canale.
- Stretto di Siketi (Siketi Sound)[10] 55°24′57″N 133°37′54″W - Il canale si trova a sud del canale tra l'isola di Cona (Cona Island) e l'isola di Baker (Baker Island).
- Canale di Port Real Marina (Port Real Marina)[11] 55°25′23″N 133°31′10″W - Il canale si trova a sud del canale tra l'isola di Lulu (Lulu Island) e l'isola di Baker (Baker Island).

All'interno del canale si trova sul lato occidentale (presso l'isola di Noys la baia di Kelly (Kelly Cove) 55°27′40″N 133°38′18″W.

### Promontori del canale
Nel canale sono presenti i seguenti promontori:
- Lato occidentale, dell'isola di Noyes (Noyes Island):
  - Promontorio Incarnation (Point Incarnation)[13] 55°33′11″N 133°37′12″W - Il promontorio si trova all'entrata est della baia di Steamboat (Steamboat Bay ).
  - Promontorio San Francisco (Point San Francisco)[2] 55°30′18″N 133°35′11″W[14] - Il promontorio si trova di fronte all'isola di Lulu (Lulu Island).
  - Promontorio Santa Theresa (Point Santa Theresa )[15] 55°27′08″N 133°38′35″W - Il promontorio ha una elevazione di 13 metri e si trova ad una distanza di 2,6 chilometri dall'isola di Lulu.
  - Promontorio Saint Nicholas (Saint Nicholas Point)[16] 55°26′33″N 133°39′57″W - L'elevazione del promontorio è di 196 metri, ed è il punto più meridionale dell'isola insieme al Capo Addington (Cape Addington).

- Lato orientale, dell'isola di Lulu (Lulu Island):
  - Promontorio di Santa Gertrudis (Point Santa Gertrudis)[17] 55°31′43″N 133°31′15″W - L'elevazione del promontorio è di 7 metri e si trova all'entrata nord del canale.
  - Promontorio di Marabilla (Point Marabilla)[18] 55°30′24″N 133°32′18″W - L'elevazione del promontorio è di 34 metri.
  - Promontorio di Saint Isidor (Point Saint Isidor)[19] 55°27′02″N 133°36′57″W - L'elevazione del promontorio è di 14 metri e si trova di fronte all'isola di Cona (Cona Island).